# Buck Privates
Buck Privates ist eine US-amerikanische Filmkomödie aus dem Jahr 1941 über die haarsträubenden Abenteuer von zwei Rekruten (im Englischen: Buck Privates) während der Grundausbildung. Die Hauptrollen spielen das Komikerduo Bud Abbott und Lou Costello, die dank des kommerziellen Erfolgs des Films zu den wichtigsten Stars von Universal Pictures aufstiegen. Die Andrew Sisters tragen im Verlauf der Handlung einige ihrer bekanntesten Lieder vor, darunter der oscarnominierte Song Boogie Woogie Bugle Boy.

## Handlung
Die beiden Kleinstadtganoven Slicker Smith und Herbie Brown sind auf der Flucht vor dem Polizisten Michael Collins und retten sich durch den Hintereingang in ein nahegelegenes Kino. Leider bemerken sie nicht, dass dort keine Filme mehr gezeigt werden, sondern die US-Army Freiwillige anwirbt. Und so ist der vermeintliche Gutschein, den sie unterschreiben tatsächlich ihre Anmeldung zum Wehrdienst auf freiwilliger Basis. Im Ausbildungscamp richten die beiden Rekruten jede Menge Unheil an, was nicht zuletzt dem Umstand geschuldet ist, dass niemand anderes als Sergeant Michael Collins ihr Ausbildungsleiter ist.

## Hintergrund
Nachdem ihr Leinwanddebüt in One Night in the Tropics wenige Monate zuvor an der Kinokasse gefloppt war, glaubte bei Universal Pictures niemand richtig an einen Erfolg von Bud Abbott und Lou Costello. Das Studio investierte kaum 200.000 US-Dollar in die Produktion von Buck Privates. Die beiden Schauspieler verhandelten ihre Gage im Vorfeld neu aus und unterschrieben am Ende für die Zusage einer Gewinnbeteiligung von 10 Prozent. Buck Privates kam im März 1941 in die Kinos und entwickelte sich zum Sensationserfolg des Jahres. Am Ende hatte er gut 4.700.000 US-Dollar eingespielt und aus den beiden Schauspielern praktisch über Nacht Stars gemacht, die noch im selben Jahr unter die zehn kassenträchtigsten Schauspieler gewählt wurden. Als Leinwandpaar drehten Abott und Costello zahllose Filme, die besonders in den ländlichen Gebieten des Lands populär waren. 1947 entstand eine Fortsetzung unter dem Titel Buck Privates Comes Home (dt. Zwei trübe Tassen – vom Militär entlassen).

## Musik
Die Andrew Sisters brachten im Verlauf der Handlung einige ihrer bekanntesten Lieder zum Vortrag. Im Einzelnen:
- Boogie Woogie Bugle Boy
- Bounce Me Brother with a Solid Four
- You’re a Lucky Fellow, Mr. Smith
- (I’ll Be with You) In Apple Blossom Time

## Auszeichnungen
Bei der Oscarverleihung 1942 erhielt der Film Nominierungen in den Kategorien:
- Bester Song: Boogie Woogie Bugle Boy (komponiert von Hugh Prince und Don Raye)
- Beste Filmmusik (Musikfilm) – Charles Previn